# Кратерне озеро

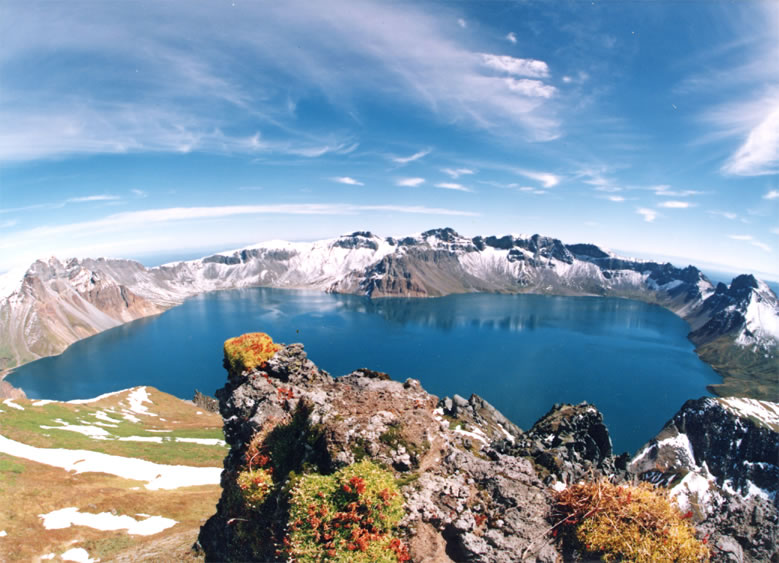
Небесне озеро Північна Корея/ Китай

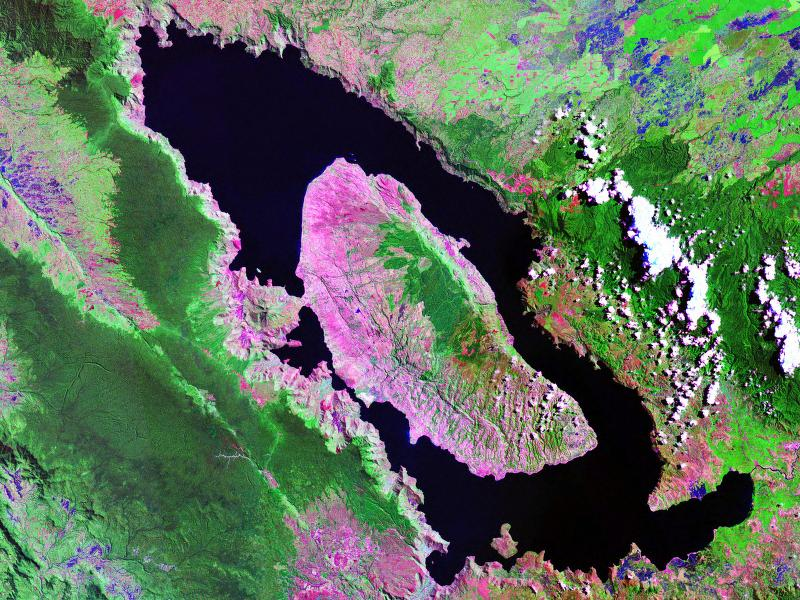
Супутникова світлина озера Тоба, найбільше кальдерне озеро світу

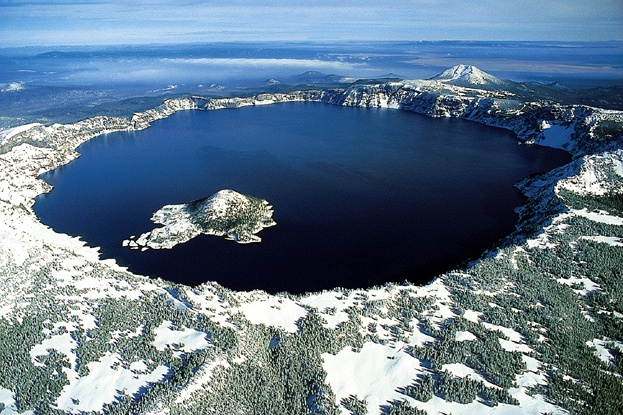
Озеро Крейтер в Орегоні, США

Кратерне озеро — водойма, утворена при наповненні водою вулканічного кратера, кальдери, маару або ударного кратера. Оскільки кратер має, як правило, форму кола і високі стінки, кратерне озеро має мало приток і майже не має стоків. Зазвичай, кратер заповнюється дощовою водою (у маарів — ґрунтовими водами) і досягає рівноваги завдяки просочуванню і випаровуванню. З плином часу завдяки ерозії може виникнути наземний стік або навіть протока, як, наприклад, у озера Таупо у Новій Зеландії, через яке тече річка Ваїкато.
Вода у вулканічному кратері іноді має хімічний склад, який робить неможливим життя. Прикладами таких часто кольорових кислотних озер є Ринкон де ла Велья і Ірасу в Коста-Риці. Вміст оксиду вуглецю також може бути надзвичайно високим і стати причиною лімнологічної катастрофи, на кшталт катастрофи на озері Ніос в Камеруні.
Термін існування цих озер вельми різниться: через нестабільну обстановку деякі кратерні озера існують лише періодично. Кальдерні озера, можуть існувати досить тривалий час: наприклад, озеро Тоба, що утворилося після виверження вулкана близько 72 000 років тому, має площу понад 1000 км².